# Sent Saupise de Garait
Sent Sepise (en francès Saint-Sulpice-le-Guérétois) és una localitat i comuna de França, a la regió de la Nova Aquitània, departament de la Cruesa. És la població més gran del cantó.
La seva població al cens de 1999 era de 1.843 habitants. Està integrada a la Communauté de communes de Guéret-Saint-Vaury.

## Demografia
| 1968  | 1975  | 1982  | 1990  | 1999  |
| ----- | ----- | ----- | ----- | ----- |
| 1.320 | 1.239 | 1.738 | 1.879 | 1.843 |

## Administració
| Període | Identitat       | Partit |
| ------- | --------------- | ------ |
| 1995-   | Claude Guerrier | PCF    |